# Pezocatantops kinangopi
Pezocatantops kinangopi är en insektsart som först beskrevs av Boris Petrovich Uvarov 1941.  Pezocatantops kinangopi ingår i släktet Pezocatantops och familjen gräshoppor. Inga underarter finns listade i Catalogue of Life.